# Past Times with Good Company
Past Times with Good Company è il primo album live dai Blackmore's Night, registrato nel 2002 a Groninga (Paesi Bassi) e a New York.
La versione statunitense conteneva due tracce in più rispetto a quella europea: una registrazione live di Fires at Midnight in versione acustica (fatta a Solingen, Germania), e una nuova versione in studio di Home Again cantata in greco. Queste due tracce sono poi state inserite nel secondo disco dell'edizione limitata dell'album. 
Il titolo dell'album è una canzone di Enrico VIII d'Inghilterra, suonata dal gruppo nell'album Under a Violet Moon e qui riproposta.

## Tracce
CD 1:
1. Shadow of the Moon - 10:56
2. Play Minstrel Play - 4:34
3. Minstrel Hall - 5:43
4. Past Times with Good Company - 7:04
5. Fires at Midnight - 12:28
6. Under a Violet Moon - 5:01
7. Soldier of Fortune - 4:21 (cover dei Deep Purple)
8. Nur eine Minute - 1:08

CD 2:
1. 16th Century Greensleeves - (4:44) (cover dei Rainbow)
2. Beyond The Sunset - (5:28)
3. Morning Star - (6:09)
4. Home Again - (6:32)
5. Renaissance Faire - (5:07)
6. I Still Remember - (7:03)
7. Durch Den Wald Zum Bachhaus - (3:11)
8. Writing On The Wall - (6:00)

Tracce bonus
1. Fires At Midnight - (9:50) (versione acustica)
2. Home Again - (5:17) (versione in greco)